# Rue Saint-Philippe
La rue Saint-Philippe est une voie du 2e arrondissement de Paris.

## Situation et accès
La rue Saint-Philippe est une voie publique située dans le 2e arrondissement de Paris. Elle débute au 113, rue d'Aboukir et se termine au 70, rue de Cléry.

## Origine du nom

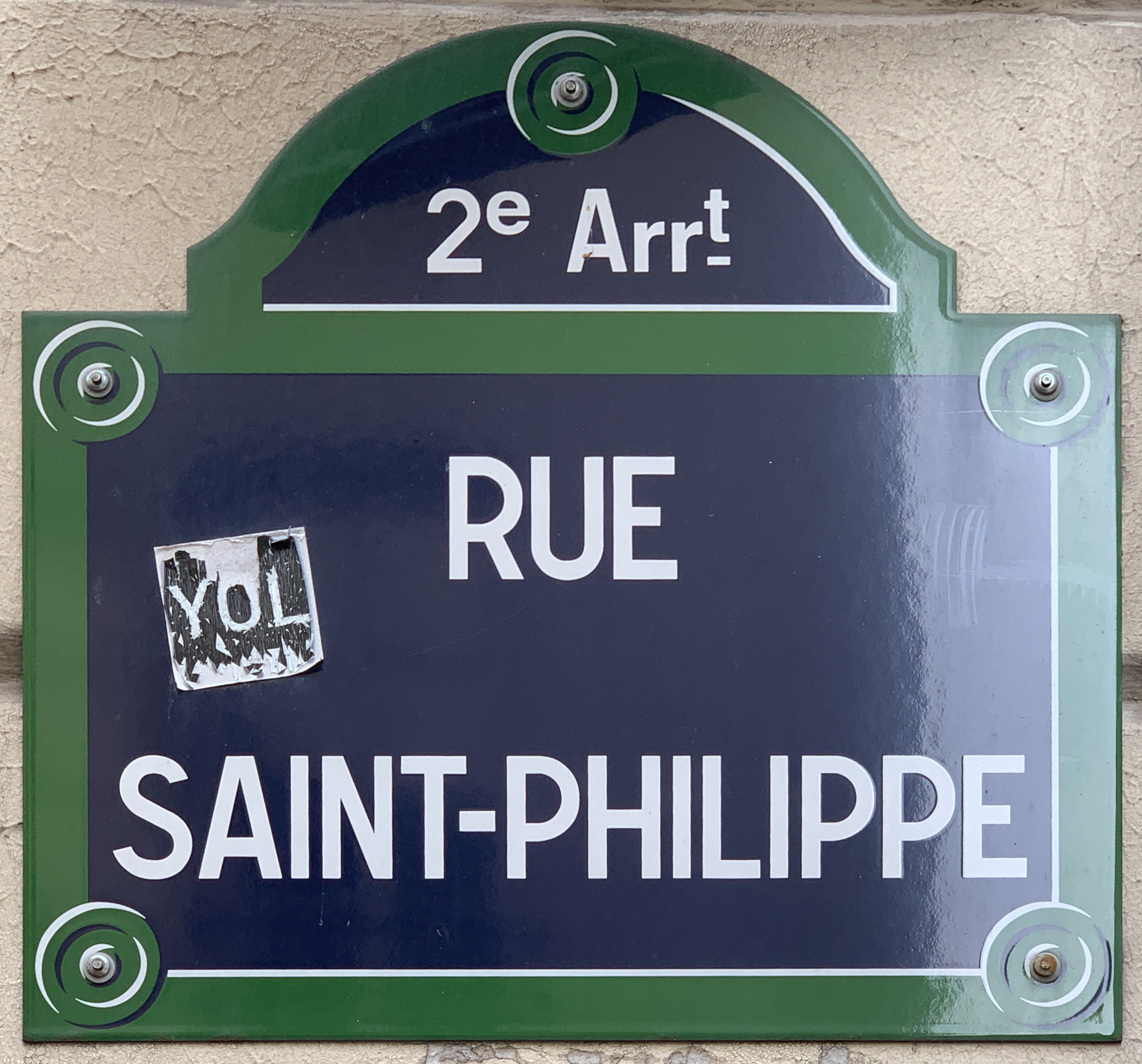
Plaque de la rue.

Elle doit son nom à l’enseigne d’un ancien commerce qui s’y trouvait.

## Historique
Cette rue a été ouverte en 1718 était dénommée autrefois « rue Saint-Philippe-Bonne-Nouvelle », pour la distinguer de la rue Saint-Philippe-du-Roule.

## Pour approfondir